# GD Lage
El GD Lage fue un equipo de fútbol de Guinea Ecuatorial que jugó en la Primera División de Guinea Ecuatorial, la categoría máxima del fútbol del país.

## Historia
El club fue fundado en la capital de Guinea Ecuatorial, Malabo, y en 1984 se proclamó campeón de la Copa Ecuatoguineana. Gracias a este título, el equipo obtuvo el derecho a participar en la Recopa Africana 1984. En dicha competición, se enfrentó al Avia Sports de la República Centroafricana. El partido de ida terminó en empate 0-0, pero en el partido de vuelta, debido a problemas de iluminación en el estadio, el encuentro fue suspendido a los 80 minutos, cuando el Lage ganaba 1-0. Sin embargo, no se programó un tercer partido, y el Avia Sports fue declarado ganador y clasificado para la siguiente ronda.
El único registro del club en el sistema de ligas del país corresponde a 1990, año en el que finalizó en la cuarta posición de la fase de la Región Insular de la Primera División nacional, acumulando 28 puntos en 22 partidos. No se dispone de información confirmada sobre su participación en la primera división durante el año en que ganó la copa ni en otros años distintos a 1990.

## Palmarés
- Copa Ecuatoguineana: 1

1984

## Participación en competiciones de la CAF
| Temporada | Torneo          | Ronda      | Club        | Casa | Visita | Global |
| --------- | --------------- | ---------- | ----------- | ---- | ------ | ------ |
| 1984      | CAF Cup Winners | Preliminar | Avia Sports | w.o. | 0-0    | 0-3    |